# Anthony Yeboah
Pour les articles homonymes, voir Yeboah.
Anthony « Tony » Yeboah, né le 6 juin 1966 à Kumasi au Ghana, est un footballeur international ghanéen évoluant au poste d'attaquant. Il a joué à 1.FC Sarrebruck, Eintracht Francfort, Leeds United, Hambourg SV et Al Ittihad.

## Biographie
Il fut considéré comme l'un des meilleurs attaquants ghanéens et africains de l'histoire du football. Il fut membre de la sélection ghanéenne durant dix ans dans les années 1990 en prenant part à trois Coupe d'Afrique des nations avec son pays. 
Après une première saison d'acclimatation, puis une seconde saison où il inscrit 17 buts pour son club, Anthony est transféré au Eintracht Francfort. Il y devient rapidement l'un des attaquants les plus en vue du championnat, ayant la capacité de marquer des deux pieds et de la tête. Il deviendra meilleur buteur du championnat à deux reprises en 1993 et 1994 et l'un des meilleurs joueurs africains du championnat (où évoluent aussi Jay-Jay Okocha, Samuel Kuffour ou Souleymane Sané). Cependant, le club de Francfort vit un moment difficile si ce n'est la plus difficile de l'histoire du club, cette spirale négative l'entraînera à connaître deux relégations en deuxième division allemande.
Il décide en 1995 après un désaccord avec le nouvel entraîneur de rejoindre Leeds United pour un transfert de 3,4 millions £, il y restera deux saisons, inscrivant notamment un triplé en Coupe UEFA contre l'AS Monaco. C'est d'ailleurs durant sa première année de contrat à Leeds United qu'il inscrira l'un des plus beaux buts de l'histoire, contre l'équipe de Wimbledon FC, d'une reprise de volée de plus de 30 mètres, après avoir multiplié les contrôles de balle. Mais il est victime de blessures récurrentes, ses performances s'en ressentent, de plus il est de nouveau en désaccord avec le nouvel entraîneur, cela l'oblige à retourner en Allemagne à Hambourg SV.
Parallèlement, Yeboah dispute 56 sélections et inscrit 15 buts, selon les sources disponibles, avec la sélection ghanéenne, avec laquelle il prend part à trois CAN.

## Statistiques
| Saison                | Club                  | Championnat           | Championnat | Championnat | Coupe nationale | Coupe nationale | Coupe de la Ligue | Coupe de la Ligue | Compétition(s) continentale(s) | Compétition(s) continentale(s) | Compétition(s) continentale(s) | Plays-off | Plays-off | Total | Total |
| Saison                | Club                  | Division              | M.          | B.          | M.              | B.              | M.                | B.                | Comp.                          | M.                             | B.                             | M.        | B.        | M.    | B.    |
| 1988-1989             | FC Sarrebruck         | D2                    | 28          | 9           | 2               | 0               | -                 | -                 | -                              | -                              | -                              | 2         | 2         | 32    | 11    |
| 1989-1990             | FC Sarrebruck         | D2                    | 37          | 17          | 1               | 2               | -                 | -                 | -                              | -                              | -                              | 2         | 1         | 40    | 20    |
| Sous-total            | Sous-total            | Sous-total            | 65          | 26          | 3               | 2               | -                 | -                 | -                              | -                              | -                              | 4         | 3         | 72    | 31    |
| 1990-1991             | Eintracht Francfort   | Bundesliga            | 26          | 8           | 6               | 2               | -                 | -                 | C3                             | 1                              | 1                              | -         | -         | 33    | 11    |
| 1991-1992             | Eintracht Francfort   | Bundesliga            | 34          | 15          | 1               | 0               | -                 | -                 | C3                             | 3                              | 2                              | -         | -         | 38    | 17    |
| 1992-1993             | Eintracht Francfort   | Bundesliga            | 27          | 20          | 6               | 5               | -                 | -                 | C3                             | 4                              | 5                              | -         | -         | 37    | 30    |
| 1993-1994             | Eintracht Francfort   | Bundesliga            | 22          | 18          | 2               | 1               | -                 | -                 | C3                             | 3                              | 1                              | -         | -         | 27    | 20    |
| 1994-1995             | Eintracht Francfort   | Bundesliga            | 14          | 7           | 2               | 1               | -                 | -                 | C3                             | 5                              | 3                              | -         | -         | 21    | 11    |
| Sous-total            | Sous-total            | Sous-total            | 123         | 68          | 17              | 9               | -                 | -                 | -                              | 16                             | 12                             | -         | -         | 156   | 89    |
| 1994-1995             | Leeds United          | Premier League        | 18          | 12          | 2               | 1               | -                 | -                 | -                              | -                              | -                              | -         | -         | 20    | 13    |
| 1995-1996             | Leeds United          | Premier League        | 22          | 12          | 6               | 1               | 7                 | 3                 | C3                             | 4                              | 3                              | -         | -         | 39    | 19    |
| 1996-1997             | Leeds United          | Premier League        | 7           | 0           | -               | -               | -                 | -                 | -                              | -                              | -                              | -         | -         | 7     | 0     |
| Sous-total            | Sous-total            | Sous-total            | 47          | 24          | 8               | 2               | 7                 | 3                 | -                              | 4                              | 3                              | -         | -         | 66    | 32    |
| 1997-1998             | Hambourg SV           | Bundesliga            | 23          | 3           | -               | -               | -                 | -                 | -                              | -                              | -                              | -         | -         | 23    | 3     |
| 1998-1999             | Hambourg SV           | Bundesliga            | 34          | 14          | 3               | 2               | -                 | -                 | -                              | -                              | -                              | -         | -         | 37    | 16    |
| 1999-2000             | Hambourg SV           | Bundesliga            | 24          | 9           | 1               | 0               | -                 | -                 | C1                             | 6                              | 3                              | -         | -         | 31    | 12    |
| 2000-2001             | Hambourg SV           | Bundesliga            | 14          | 2           | 1               | 0               | 1                 | 0                 | C1                             | 9                              | 2                              | -         | -         | 25    | 4     |
| 2001-2002             | Hambourg SV           | Bundesliga            | 5           | 0           | -               | -               | -                 | -                 | -                              | -                              | -                              | -         | -         | 5     | 0     |
| Sous-total            | Sous-total            | Sous-total            | 100         | 28          | 5               | 2               | 1                 | 0                 | -                              | 15                             | 5                              | -         | -         | 121   | 35    |
| 2001-2002             | Al-Ittihad            | D1                    | 22          | 5           | -               | -               | -                 | -                 | -                              | -                              | -                              | -         | -         | 22    | 5     |
| Sous-total            | Sous-total            | Sous-total            | 22          | 5           | -               | -               | -                 | -                 | -                              | -                              | -                              | -         | -         | 22    | 5     |
| Total sur la carrière | Total sur la carrière | Total sur la carrière | 357         | 151         | 33              | 15              | 8                 | 3                 | -                              | 35                             | 20                             | 4         | 3         | 437   | 192   |

## Distinctions personnelles
- Meilleur buteur de Bundesliga (27 buts)
- Meilleur buteur de Bundesliga (22 buts)